# 多齿盖蛛
多齿盖蛛（学名：Neriene multidentata）为皿蛛科盖蛛属的动物。在中国大陆，分布于甘肃等地，多栖息于草丛和灌木丛。该物种的模式产地在甘肃。